# Raymond Saulnier
Raymond Victor Gabriel Jules Saulnier ( París, 27 de septiembre de 1881 - Chécy, 9 de marzo de 1964) fue un ingeniero francés pionero de la aviación.

## Biografía
Tras graduarse como ingeniero por la École Centrale se inició una colaboración con Louis Blériot. Fue él quien diseñó el avión que ejecutó el 25 de julio de 1909 la primera travesía del Canal de la Mancha hecha por una aeronave más pesada que el aire, el Blériot XI. El Blériot XI era un monoplano monomotor de un solo asiento, diseñado por Raymond Saulnier y construido por Louis Charles Joseph Blériot. Tenía 24 pies, 11 pulgadas (7,595 m) de largo con una envergadura de 27 pies, 11 pulgadas (8,509 m) y una altura total de 8 pies, 10 pulgadas (2,692 m). Las alas tenían un acorde de 6 pies (1,829 m). El avión tenía un peso vacío de 507 libras (229,9 k).
Fue editor de una revista de aviación y escribió el libro "Étude, centrage et classification des Aéroplanes", que tuvo gran éxito, haciendo de él una autoridad en la materia.
Fundó la empresa Société des Aéroplanes Raymond Saulnier y comenzó a probar sus productos en vuelo, pero muy ocupado con los negocios, no consiguió obtener su licencia de piloto, y tuvo que concluir las actividades por falta de fondos. Intentó una sociedad con Gabriel Borel y Léon Morane a finales de 1910, pero el negocio no prosperó.
Tras un primer fracaso, insistió nuevamente y el 10 de octubre de 1911, con Robert y Léon Morane creó la compañía Morane-Saulnier. El primer modelo salido de la nueva empresa, el Morane-Saulnier A se inspiraba claramente en el Blériot XI.